# Собрарбе
Собра́рбе (араг. Sobrarbe) — район (комарка) в Испании, входит в провинцию Уэска в составе автономного сообщества Арагон. Одна из трёх составляющих древнего Арагонского королевства. Здесь уцелел до наших дней арагонский язык.

## Муниципалитеты

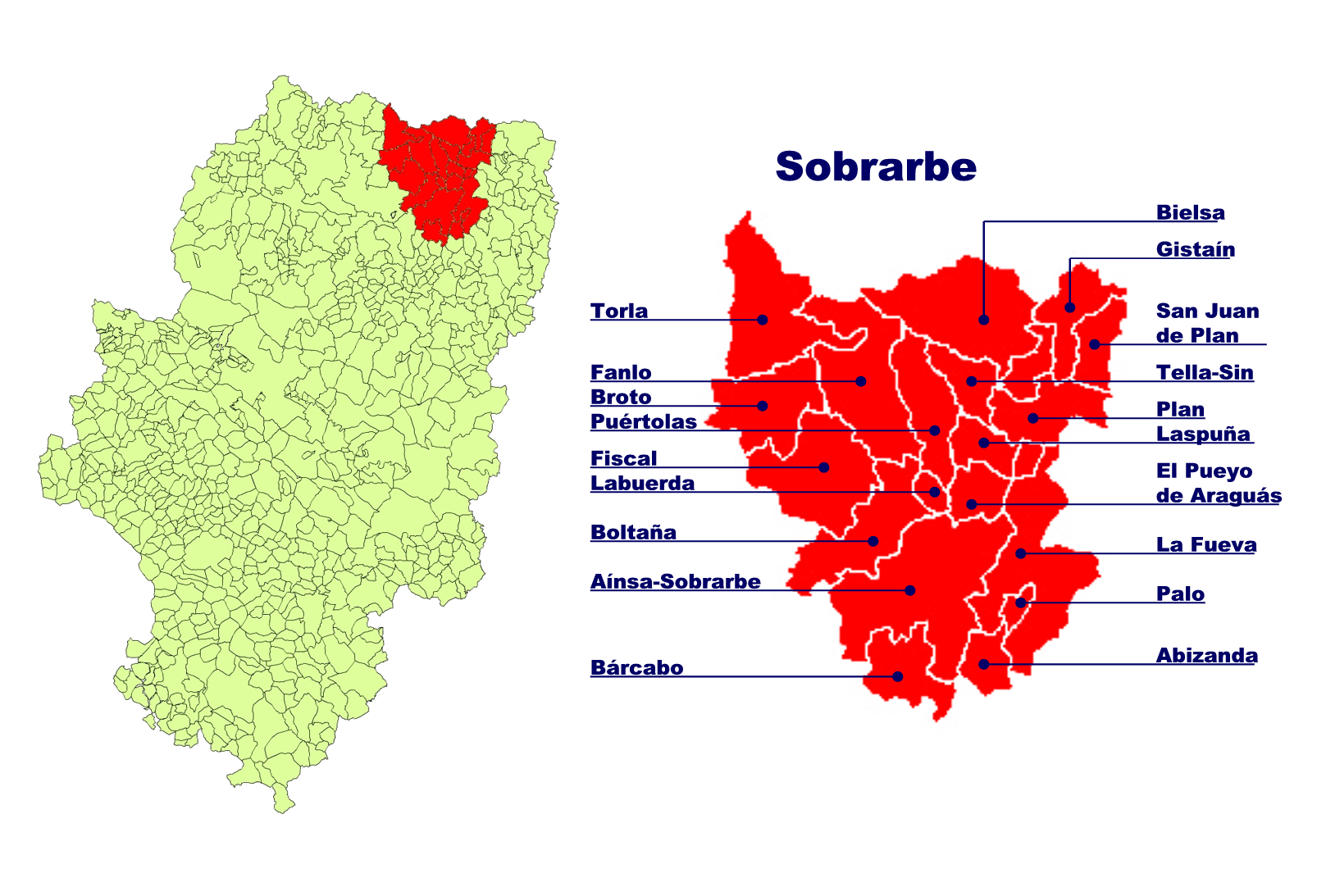

1. Абисанда
2. Аинса-Собрарбе
3. Баркабо
4. Бьельса
5. Больтанья
6. Брото
7. Фанло
8. Фискаль
9. Ла-Фуэва
10. Хистаин
11. Лабуэрда
12. Ласпунья
13. Пало
14. План
15. Пуэртолас
16. Эль-Пуэйо-де-Арагуас
17. Сан-Хуан-де-План
18. Телья-Син
19. Торла

1. ↑  https://www.ine.es/dynt3/inebase/index.htm?padre=525